# Mergulhão-grisalho
O mergulhão-grisalho (Poliocephalus poliocephalus) é uma ave da família Podicipedidae.

## Características
É um mergulhão relativamente pequeno, com a plumagem cinzenta escura e branca. Tem um olho castanho e uma mancha preta sob o queixo, e uma estreita faixa preta na parte de trás do pescoço.

## Distribuição e habitat
A espécie pode ser encontrada em todos os estados e territórios da Austrália. Geralmente está ausente das regiões áridas centrais do país. Favorece locais longe das margens em grandes águas abertas, que podem ser estuarinas, salobras ou de água doce. Às vezes, pode ser encontrado na Nova Zelândia, onde é muito menos comum que na Austrália.